# Melchior Paul von Deschwanden

Melchior Paul von Deschwanden, Büste von August Blaesi in Stans, Schweiz

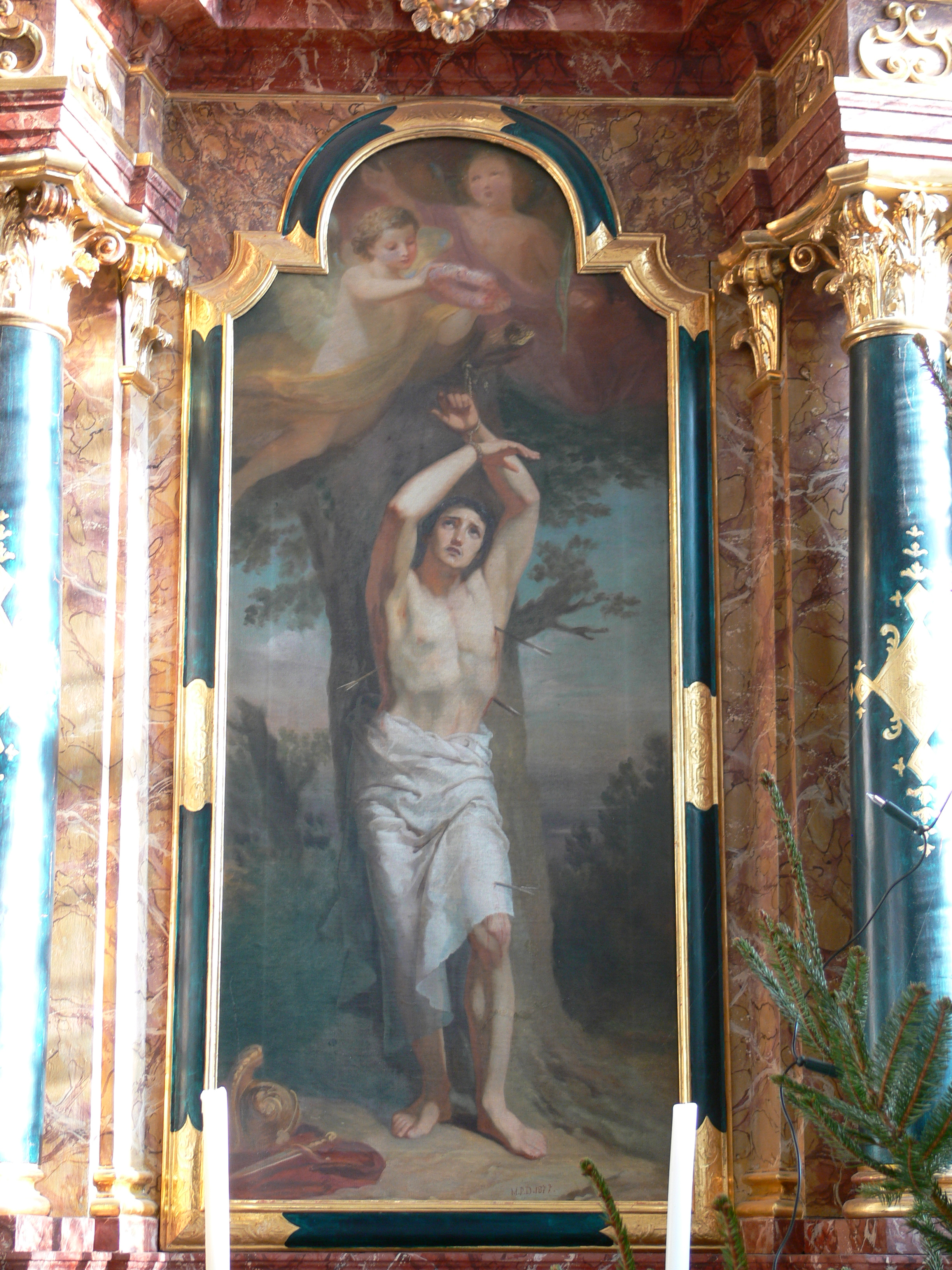
Hl. Sebastian, Altarbild eines Altars der Pfarrkirche von Ittendorf

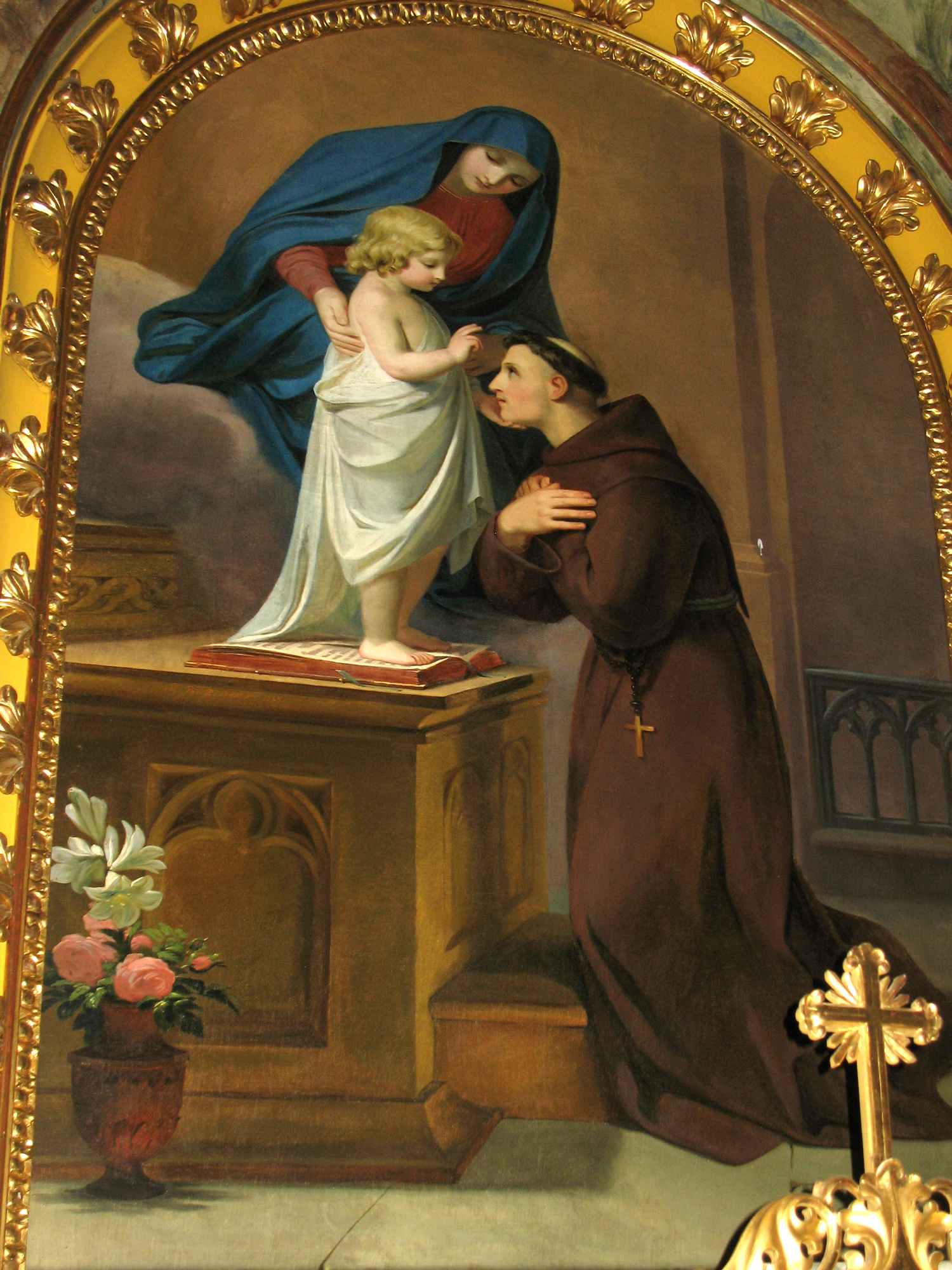
Hl. Antonius von Padua. Altarbild der Antoniuskirche in St. Ulrich in Gröden

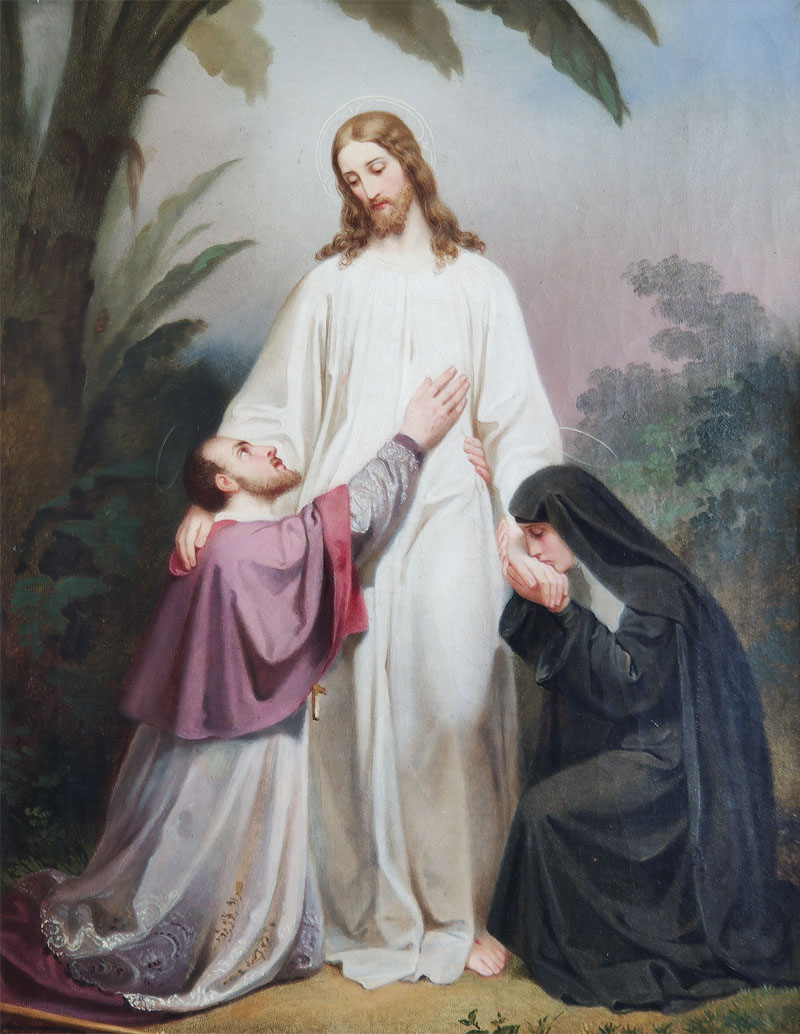
Christus erscheint zwei Heiligen

Melchior Paul von Deschwanden (* 10. Januar 1811 in Stans; † 25. Februar 1881 in Stans) war ein Schweizer Maler des Nazarenerstils.

## Leben
Deschwanden besuchte seinen ersten Zeichenunterricht bei Louis Victor, er lernte 1825/26 bei Johann Kaspar Moos in Zug, 1827 bei Daniel Albert Freudweiler und Johann Caspar Schinz in Zürich, 1830 an der Münchner Akademie.
1835/36 absolvierte er einen Sprachaufenthalt in Lausanne und hatte Kontakt zu reformierten Pietisten. 1838 bis 1840 studierte er an der Akademie der Schönen Künste in Florenz, wo er sich mit den Werken Fra Angelicos auseinandersetzte und einen ersten Preis für einen in Öl ausgeführten männlichen Akt gewann. 
Die dortige Begegnung mit dem deutschen Nazarener Friedrich Overbeck war entscheidend für Deschwandens kirchlich-religiöses Sendungsbewusstsein, dem er fortan sein Leben und seine Arbeit widmete. Nach der Rückkehr in die Schweiz führte er als ersten kirchlichen Auftrag die Altarbilder für die Peterskapelle in Luzern aus. 
1842 machte er Bekanntschaft mit der Düsseldorfer Malerschule und besichtigte Werke des österreichischen Künstlers Eduard von Steinle, eines erfolgreichen Kirchenmalers im Nazarenerstil. In München sah er 1845 die Wandbilder des nazarenisch beeinflussten Klassizisten Peter von Cornelius in der Ludwigskirche und besuchte dessen Schüler, den Historienmaler und Porträtisten Wilhelm von Kaulbach.
Der begabte Bildnismaler Deschwanden wandte sich zusehends der Sakralmalerei zu. Handwerklich brillant schuf er einfache Bildkompositionen mit ausdrucksstarken Figuren in einem erbaulichen Stil. So wurde er im Volksmund auch «Bildermissionar» genannt. Deschwandens Werk umfasst ca. 2000 Gemälde, darunter auch zahlreiche Altarbilder.
Er starb 1881 in den Armen seines Schülers Felice Adolfo Müller (genannt später in Amerika Adolfo Müller-Ury 1862–1947).

## Werke (Auswahl)

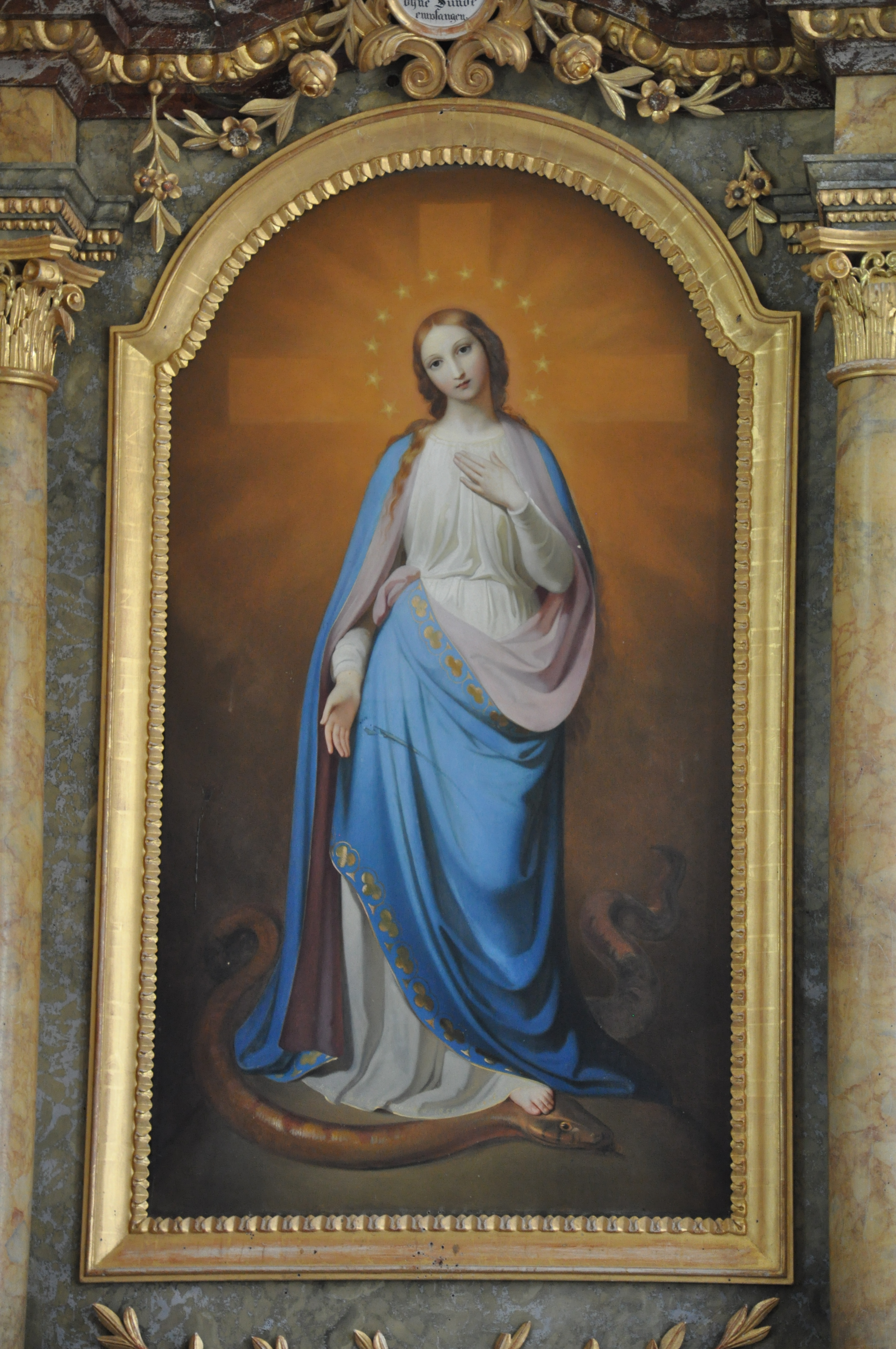
Maria Immaculata, Seitenaltarbild in der Expositurkirche Baad

### Schweiz
- Kirche St. Martin, in Adligenswil
- Pfarrkirche von Arlesheim[2]
- Pfarrkirche St. Heinrich, in Beckenried
- Pfarrkirche St. Johannes, in Menzingen: Hauptbild des Seitenaltars links Maria mit Kind (1845)[3]
- Propstkirche St. Andrea, in Faido
- Wallfahrtskapelle Maria Sonnenberg, in Seelisberg[4]
- Wallfahrtskapelle Maria Hilf, in Andermatt
- Pfarrkirche Heilige Familie, in Realp
- Pfarrkirche St. Peter und Paul, in Küssnacht am Rigi
- Peterskapelle, in Luzern: Bilderzyklus für die Altäre (1840–1843)
- Pfarrkirche St.Jakobus und Philippus, in Morissen
- Pfarrkirche St. Jakobus, in Mogelsberg
- Pfarrkirche St. Martin, in Schwyz
- (Ehemalige) Stadtkirche St. Oswald, in Zug
- Pfarrkirche St. Donatus, in Obervaz-Zorten
- Pfarrkirche Nossa Donna, in Promontogno
- Kirche Santi Maccabei, in Ambrì Sopra (Gemeinde Quinto TI)
- Oratorium St. Giuseppe, in Prato Leventina
- Oratorium San Salvatore, in Bedigliora

### Deutschland
- Pfarrkirche St. Gangolf, Friedrichshafen-Kluftern: Altarblatt Madonna und Kind
- Pfarrkirche St. Martin, Markdorf-Ittendorf: Altarblatt Hl. Sebastian (1877)

### Österreich
- Expositurkirche St. Martin, in Baad: Seitenaltarbilder hl. Wendelin und Immaculata (1856)
- Pfarrkirche, in Nüziders: Hochaltarbild Mariä Himmelfahrt (1874)
- Pfarrkirche Unsere Liebe Frau Mariä Himmelfahrt, in Schröcken
- Pfarrkirche Hl. Wolfgang, in Schnepfau
- Kirche Hl. Laurentius, in Bludenz
- Kirche Hl. Franz Xaver, in Sulzberg-Thal
- Wallfahrtskirche Maria Loreto, in St. Andrä im Lavanttal
- Pfarrkirche St. Oswald, in Oberdrauburg: Hochaltarbild und Seitenaltarbilder

### Südtirol
- Antoniuskirche, in St. Ulrich in Gröden: Altarblatt Hl. Antonius
- Pfarrkirche, in Kastelruth: Hochaltarblatt Aufnahme Mariens in den Himmel (1850), Hl. Agnes (1850), Hl. Sebastian, Muttergottes, Hl. Josef
- Pfarrkirche St. Lucia, in Campill: Hochaltarblatt Die heilige Jungfrau Agnes erscheint der heiligen Luzia[5]
- Kirche St. Ursula, in Platt, Moos in Passeier: Hochaltarblatt Maria mit Kind zwischen den Hll. Ursula und Sebastian (nach Raffaels Sixtinischer Madonna)

### Weitere Orte
- Parish Church of Tavistock, Devon, England: Maria mit Kind und Dorfkindern [Geschenk von Reverend S. Baring Gould, 1921]